# Ligularia
 Ligularia  Cass., 1816 è un genere di piante angiosperme dicotiledoni della famiglia delle Asteraceae (sottofamiglia Asteroideae).

## Etimologia
L'etimologia del nome del genere (Ligularia) deriva dal latino "ligula" (= piccola lingua) e fa riferimento alle corolle dei fiori formate da lunghi nastri lanceolati simili a lingue.
Il nome scientifico del genere è stato definito dal botanico Alexandre Henri Gabriel de Cassini (1781-1832) nella pubblicazione " Bulletin des Sciences, par la Société Philomatique" ( Bull. Sci. Soc. Philom. Paris 1816: 198) del 1816.

## Descrizione

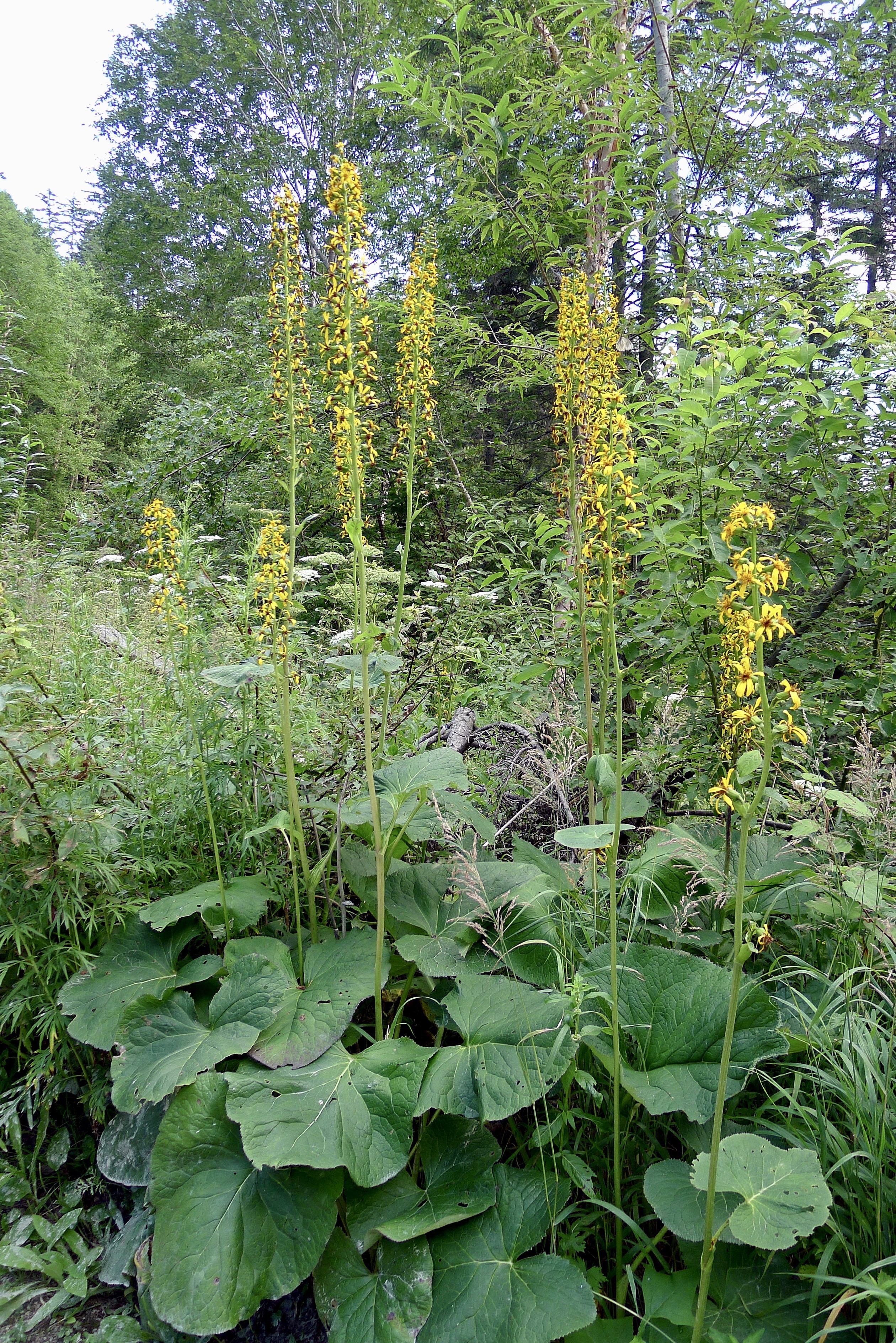
Il portamento
Ligularia fischeri

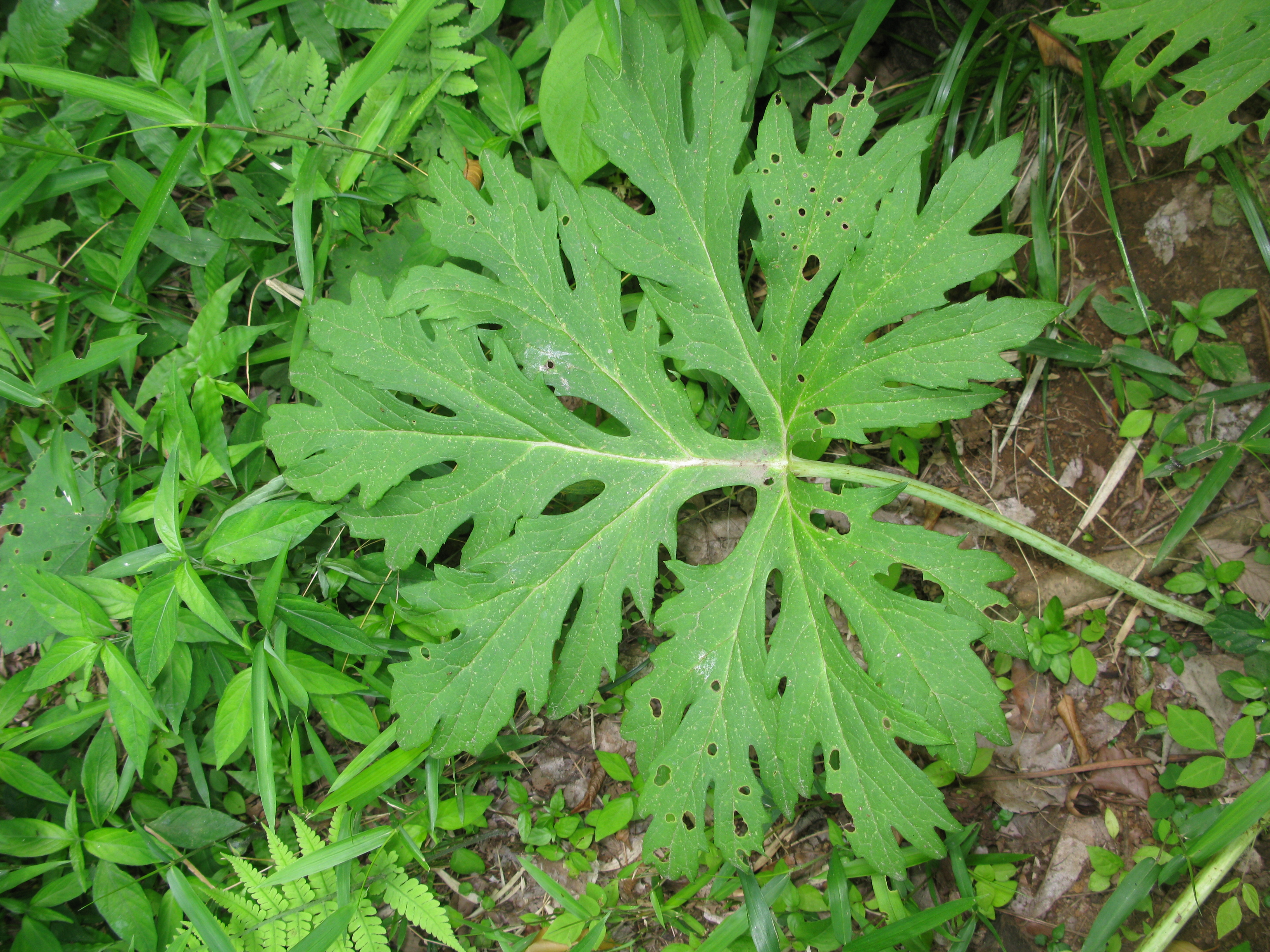
Le foglie
Ligularia japonica

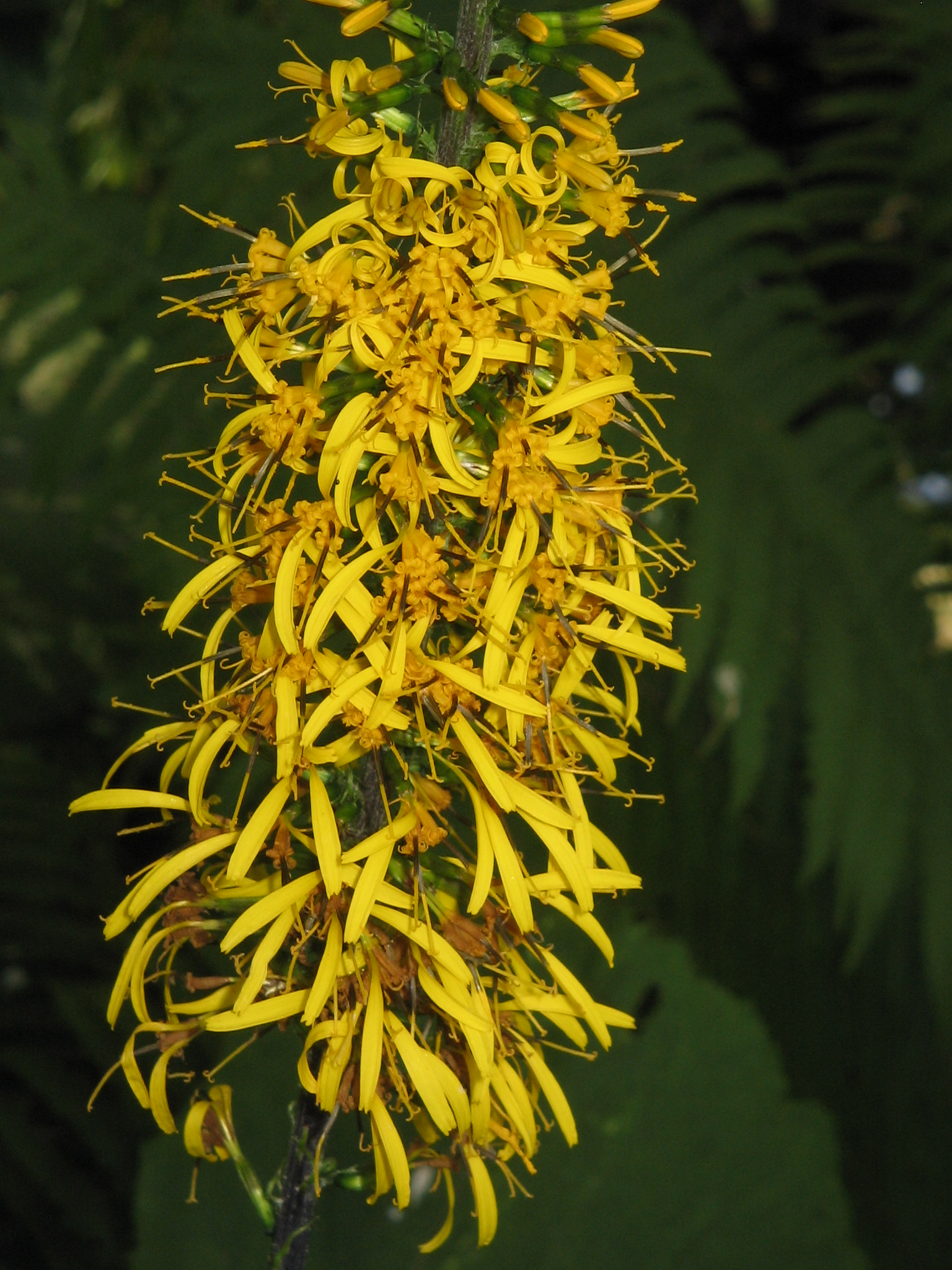
Infiorescenza
Ligularia przewalskii

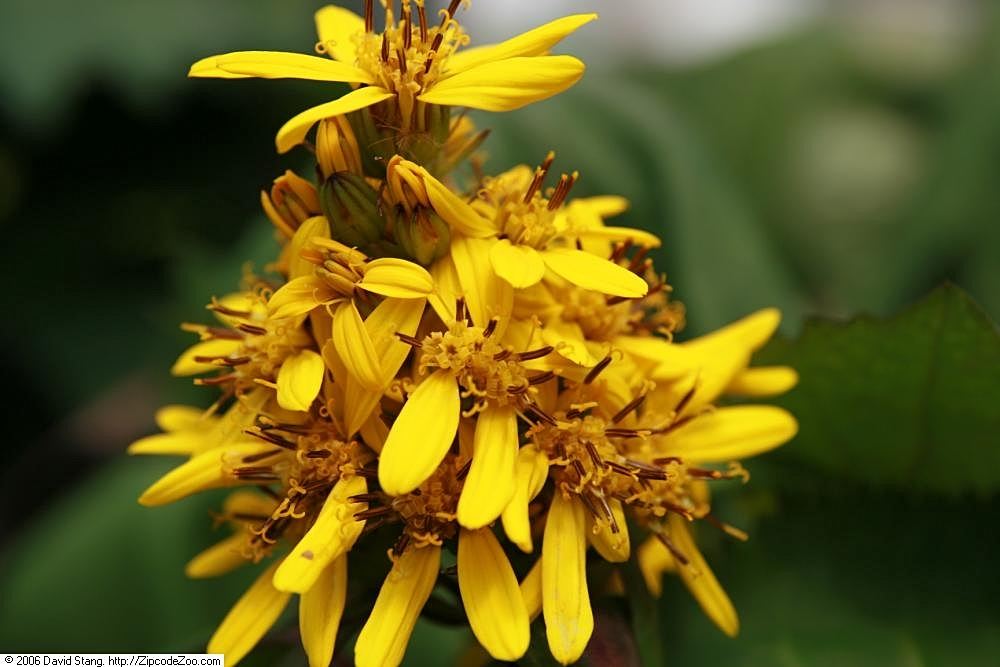
I fiori
Ligularia stenocephala

Habitus. Le specie di questo genere hanno un habitus di tipo erbaceo perenne. Le superfici delle piante possono essere sia glabre che pubescenti per peli semplici sparsi (possono essere fino ad aracno-tomentose). Altezza massima: 15 – 150 cm.
Radici. Le radici sono secondarie da rizoma (le radici sono fibrose).
Fusto. La parte aerea in genere è eretta, semplice o ramosa.
Foglie. Le foglie sono sia basali che cauline (più piccole) disposte in modo alternato e sono picciolate o sessili (quelle superiori). La base delle foglie è fortemente inguainata. Il contorno della lamina è intero con varie forme (da oblunghe a oblanceolate o cordate). I margini sono interi o dentato-seghettati. La nervatura è palmata (o pennato-palmata).
Infiorescenza. Le sinflorescenze sono composte da diversi capolini raccolti in racemi panicolati o corimbosi. Le infiorescenze vere e proprie sono formate da un capolino terminale peduncolato di tipo radiato (talvolta discoide). Alla base dell'involucro (la struttura principale del capolino) è presente un calice formato da 1 - 2 brattee fogliacee. I capolini sono formati da un involucro, con forme da cilindriche a strettamente a forma di coppa (o campanulate), composto da 8 - 13 brattee, al cui interno un ricettacolo fa da base ai fiori di due tipi: quelli esterni del raggio e quelli più interni del disco. Le brattee sono disposte in modo più o meno embricato di solito su una o due serie e possono essere connate alla base. Il ricettacolo, a volte alveolato, è nudo (senza pagliette a protezione della base dei fiori); la forma varia da piana a convessa. Diametro dell'involucro: 16 – 28 mm.
Fiori.  I fiori (del raggio: 8 - 14; del disco: 12 - 100) sono tetra-ciclici (formati cioè da 4 verticilli: calice – corolla – androceo – gineceo) e pentameri (calice e corolla formati da 5 elementi). Sono inoltre ermafroditi, più precisamente i fiori del raggio (quelli ligulati e zigomorfi) sono femminili; mentre quelli del disco centrale (tubulosi e actinomorfi) sono bisessuali o a volte funzionalmente maschili.
- Formula fiorale:

*/x K {\displaystyle \infty }, [C (5), A (5)], G 2 (infero), achenio
- Calice: i sepali del calice sono ridotti ad una coroncina di squame.
- Corolla: nella parte inferiore i petali della corolla sono saldati insieme e formano un tubo. In particolare le corolle dei fiori del disco centrale (tubulosi) terminano con delle fauci dilatate a raggiera con cinque brevi lobi più o meno patenti. Nella corolla dei fiori periferici (ligulati) il tubo si trasforma in un prolungamento da ligulato a filiforme, terminante più o meno con cinque dentelli. Il colore delle corolle è giallo, arancio, rosso o mattone.
- Androceo: gli stami sono 5 con dei filamenti liberi. La parte basale del collare dei filamenti può essere dilatata. Le antere invece sono saldate fra di loro e formano un manicotto che circonda lo stilo. Le antere sono senza coda ("ecaudate") oppure sono sagittate o anche minutamente auricolate; a volte sono presenti delle appendici apicali che possono avere varie forme (principalmente lanceolate). La struttura delle antere è di tipo tetrasporangiato, raramente sono bisporangiate. Il tessuto endoteciale è radiale o polarizzato. Il polline è tricolporato (tipo "helianthoid").[11]
- Gineceo: lo stilo è biforcato con due stigmi nella parte apicale. La forma degli stigmi varia da subtroncata a ottusa; possono essere ricoperti da minute papille. Le superfici stigmatiche sono continue.  L'ovario è infero uniloculare formato da 2 carpelli.

Frutti. I frutti sono degli acheni con pappo. La forma degli acheni varia da ellissoide a cilindrica; la superficie, brunastra, è percorsa da 5 - 10 coste/nervature longitudinali e può essere glabra. Non sempre il carpoforo è distinguibile. Il pappo è formato da 40 - 100 setole snelle, barbate e fulve. I pappi sono persistenti.

## Biologia
Impollinazione: l'impollinazione avviene tramite insetti (impollinazione entomogama tramite farfalle diurne e notturne).

Riproduzione: la fecondazione avviene fondamentalmente tramite l'impollinazione dei fiori (vedi sopra).

Dispersione: i semi (gli acheni) cadendo a terra sono successivamente dispersi soprattutto da insetti tipo formiche (disseminazione mirmecoria). In questo tipo di piante avviene anche un altro tipo di dispersione: zoocoria. Infatti gli uncini delle brattee dell'involucro (se presenti) si agganciano ai peli degli animali di passaggio disperdendo così anche su lunghe distanze i semi della pianta. Inoltre per merito del pappo il vento può trasportare i semi anche a distanza di alcuni chilometri (disseminazione anemocora).

## Distribuzione e habitat
Le specie di questo genere sono distribuite in Europa (centrale-orientale) e in Asia (zone fredde e temperate).

## Tassonomia
La famiglia di appartenenza di questa voce (Asteraceae o Compositae, nomen conservandum) probabilmente originaria del Sud America, è la più numerosa del mondo vegetale, comprende oltre 23.000 specie distribuite su 1.535 generi, oppure 22.750 specie e 1.530 generi secondo altre fonti (una delle checklist più aggiornata elenca fino a 1.679 generi). La famiglia attualmente (2021) è divisa in 16 sottofamiglie; la sottofamiglia Asteroideae è una di queste e rappresenta l'evoluzione più recente di tutta la famiglia.

### Filogenesi
Il genere di questa voce appartiene alla sottotribù Tussilagininae della tribù Senecioneae (una delle 21 tribù della sottofamiglia Asteroideae). La sottotribù descritta in tempi moderni da Bremer (1994), dopo le analisi di tipo filogenetico sul DNA del plastidio (Pelser et al., 2007) è risultata parafiletica con le sottotribù Othonninae e Brachyglottidinae annidiate al suo interno. Attualmente con questa nuova circoscrizione la sottotribù Tussilagininae s.s. risulta suddivisa in quattro subcladi.
Il genere di questa voce appartiene al subclade chiamato "L-C-P" (complesso Ligularia-Cremanthodium Parasenecio Liu et al., 2006) formato inizialmente dai seguenti generi: Cremanthodium, Farfugium, Ligularia, Ligulariopsis, Miricacalia, Parasenecio, Sinacalia , Syneilesis. Questo gruppo, in gran parte asiatico, del quale alcuni genere non sono monofiletici (Parasenecio, Cremanthodium e Ligularia), è risultato, da un punto di vista filogenetico, molto complesso e articolato (le prime analisi ne hanno evidenziato una estesa politomia). Uno dei pochi assemblaggi, nidificati all'interno del complesso L-C-P, che riceve un elevato supporto dalle analisi filogenetiche del DNA del ITS (Internal Transcribed Spacer) e del DNA del plastidio, è la sottotribù informale Tephroseridinae Jeffrey & Chen, 1984 composta dai generi Nemosenecio, Sinosenecio e Tephroseris.
Recentemente da questo genere è stata segregata la sect. Stenostegia Pojark, 1961 per formare un nuovo genere: Vickifunkia C.Ren, L.Wang, I.D.Illar. & Q.E.Yang, più strettamente imparentato con Parasenecio e Sinacalia che con Ligularia. Vickifunkia si differenzia da ligularia, oltre che per le analisi del DNA (ribomosiale e plastidiale), per i rizomi più robusti, per le foglie prive di guaine, per i capolini disposti in formazioni corimbose e le antere "ecaudate" (prive di coda); inoltre il numero cromosomico è 2n= 60 (2n = 58 per Ligularia).
l cladogramma seguente, tratto dallo studio citato e semplificato, mostra una possibile configurazione filogenetica del gruppo (il cladogramma deriva dalle analisi del DNA dei plastidi; un cladogramma lievemente diverso si ottiene dalle analisi dal DNA del nucleo dei ribosomi). I due nuovi generi Japonicalia e  Taimingasa risultano da una segregazione dal genere Parasenecio.
|  | Parasenecio - Sinacalia |
|  |                         |
|  | Vickifunkia             |
|  |                         |

|  | Syneilesis - Taimingasa - Ligularia 1 |
|  |                                       |
|  | Japonicalia - Miricacalia             |
|  |                                       |

|  | Parasenecio - Sinacalia |
|  |                         |
|  | Vickifunkia             |
|  |                         |

|  | Syneilesis - Taimingasa - Ligularia 1 |
|  |                                       |
|  | Japonicalia - Miricacalia             |
|  |                                       |

|  | Cremanthodium 2 - Ligularia 3                             |
|  |                                                           |
|  | Tephroseridinae (Nemosenecio - Sinosenecio - Tephroseris) |
|  |                                                           |

|  | Parasenecio - Sinacalia |
|  |                         |
|  | Vickifunkia             |
|  |                         |

|  | Syneilesis - Taimingasa - Ligularia 1 |
|  |                                       |
|  | Japonicalia - Miricacalia             |
|  |                                       |

|  | Parasenecio - Sinacalia |
|  |                         |
|  | Vickifunkia             |
|  |                         |

|  | Syneilesis - Taimingasa - Ligularia 1 |
|  |                                       |
|  | Japonicalia - Miricacalia             |
|  |                                       |

|  | Cremanthodium 2 - Ligularia 3                             |
|  |                                                           |
|  | Tephroseridinae (Nemosenecio - Sinosenecio - Tephroseris) |
|  |                                                           |

|  | Parasenecio - Sinacalia |
|  |                         |
|  | Vickifunkia             |
|  |                         |

|  | Syneilesis - Taimingasa - Ligularia 1 |
|  |                                       |
|  | Japonicalia - Miricacalia             |
|  |                                       |

|  | Parasenecio - Sinacalia |
|  |                         |
|  | Vickifunkia             |
|  |                         |

|  | Syneilesis - Taimingasa - Ligularia 1 |
|  |                                       |
|  | Japonicalia - Miricacalia             |
|  |                                       |

|  | Cremanthodium 2 - Ligularia 3                             |
|  |                                                           |
|  | Tephroseridinae (Nemosenecio - Sinosenecio - Tephroseris) |
|  |                                                           |

|  | Parasenecio - Sinacalia |
|  |                         |
|  | Vickifunkia             |
|  |                         |

|  | Syneilesis - Taimingasa - Ligularia 1 |
|  |                                       |
|  | Japonicalia - Miricacalia             |
|  |                                       |

|  | Parasenecio - Sinacalia |
|  |                         |
|  | Vickifunkia             |
|  |                         |

|  | Syneilesis - Taimingasa - Ligularia 1 |
|  |                                       |
|  | Japonicalia - Miricacalia             |
|  |                                       |

|  | Cremanthodium 2 - Ligularia 3                             |
|  |                                                           |
|  | Tephroseridinae (Nemosenecio - Sinosenecio - Tephroseris) |
|  |                                                           |

I caratteri distintivi del genere  Ligularia sono:
- sono presenti sia foglie cauline che basali;
- le sinflorescenze sono del tipo racemoso-panicolato o corimboso;
- gli involucri sono cilindrici o strettamente campanulati;
- il calice alla base dell'involucro è presente;
- gli acheni sono glabri.

Questo genere attualmente (2023) ha 147 specie. Il numero cromosomico delle specie di questo genere è: 2n = 30, 32, 48, 50, 52, 54, 58, 60 e 62.

### Specie della flora italiana
Una sola specie Ligularia sibirica (L.) Cass. si trova in Italia, ma è considerata "introdotta" o anche "esotica naturalizzata".

### Sinonimi
Sono elencati alcuni sinonimi per questa entità:
- Cyathocephalum Nakai, 1915
- Erythrochaete  Siebold & Zucc., 1846
- Hoppea  Rchb., 1824
- Senecillis  Gaertn., 1791